# Pierre Sage
Pierre Sage (Lons-le-Saunier, 5 maggio 1979) è un allenatore di calcio e dirigente sportivo francese, tecnico del Lens.

## Carriera
Dopo aver trascorso cinque anni con il Bourg-en-Bresse, nel 2013 allena per un breve periodo il Chambéry; in seguito lavora con Annecy, Sedan e Annecy-le-Vieux, prima di diventare il vice allenatore del Lyon-La Duchère nel 2018.
Nel 2019 entra nel settore giovanile dell'Olympique Lione, con cui resta fino al dicembre del 2021, quando passa al Red Star come vice di Habib Beye; il 14 giugno 2023 diventa il nuovo direttore tecnico del settore giovanile dell'Olympique Lione, facendo così ritorno nel club dopo due anni. Il 30 novembre viene promosso alla guida della prima squadra, sostituendo l'esonerato Fabio Grosso; dopo un ottimo inizio, l'11 gennaio 2024 viene confermato fino al termine della stagione. Il 3 luglio prolunga con les Gones fino al 2026. Il 28 gennaio 2025 viene sollevato dall'incarico.

## Statistiche

### Statistiche da allenatore
Statistiche aggiornate al 27 gennaio 2025.
| Stagione               | Squadra                | Campionato             | Campionato | Campionato | Campionato | Campionato | Coppe nazionali | Coppe nazionali | Coppe nazionali | Coppe nazionali | Coppe nazionali | Coppe continentali | Coppe continentali | Coppe continentali | Coppe continentali | Coppe continentali | Altre coppe | Altre coppe | Altre coppe | Altre coppe | Altre coppe | Totale | Totale | Totale | Totale | % Vittorie | Piazzamento |
| Stagione               | Squadra                | Comp                   | G          | V          | N          | P          | Comp            | G               | V               | N               | P               | Comp               | G                  | V                  | N                  | P                  | Comp        | G           | V           | N           | P           | G      | V      | N      | P      | %          | Piazzamento |
| ---------------------- | ---------------------- | ---------------------- | ---------- | ---------- | ---------- | ---------- | --------------- | --------------- | --------------- | --------------- | --------------- | ------------------ | ------------------ | ------------------ | ------------------ | ------------------ | ----------- | ----------- | ----------- | ----------- | ----------- | ------ | ------ | ------ | ------ | ---------- | ----------- |
| feb.-giu. 2013         | Chambéry               | CFA2                   | 13         | 7          | 3          | 3          | -               | -               | -               | -               | -               | -                  | -                  | -                  | -                  | -                  | -           | -           | -           | -           | -           | 13     | 7      | 3      | 3      | 53,85      | Sub. 7°     |
| nov. 2023-2024         | Olympique Lione        | L1                     | 22         | 15         | 1          | 6          | CF              | 6               | 4               | 1               | 1               | -                  | -                  | -                  | -                  | -                  | -           | -           | -           | -           | -           | 28     | 19     | 2      | 7      | 67,86      | Sub. 6°     |
| 2024-gen. 2025         | Olympique Lione        | L1                     | 19         | 8          | 6          | 5          | CF              | 2               | 1               | 1               | 0               | UEL                | 7                  | 4                  | 2                  | 1                  | -           | -           | -           | -           | -           | 28     | 13     | 9      | 6      | 46,43      | Eson.       |
| Totale Olympique Lione | Totale Olympique Lione | Totale Olympique Lione | 41         | 23         | 7          | 11         |                 | 8               | 5               | 2               | 1               |                    | 7                  | 4                  | 2                  | 1                  |             | -           | -           | -           | -           | 56     | 32     | 11     | 13     | 57,14      |             |
| Totale carriera        | Totale carriera        | Totale carriera        | 54         | 30         | 10         | 14         |                 | 8               | 5               | 2               | 1               |                    | 7                  | 4                  | 2                  | 1                  |             | -           | -           | -           | -           | 69     | 39     | 14     | 16     | 56,52      |             |